# Heinz Rudolf Pagels
Heinz Rudolf Pagels (New York City, 19 febbraio 1929 – Pyramid Peak, 23 luglio 1988) è stato un fisico statunitense.

## Biografia
Pagels è stato professore aggiunto di fisica presso l'università Rockefeller, amministratore e direttore generale del "New York Academy of Sciences" è stato presidente della "Lega Internazionale per i diritti dell'uomo". È autore conosciuto al pubblico americano per i suoi libri di diffusione scientifica come Il Codice  cosmico (1982) e la Simmetria perfetta (1985), (1988). La sua notorietà è dovuta anche al suo lavoro nella teoria del caos ripresa nel libro Jurassic Park di Michael Crichton.
Pagels ha conseguito il suo dottorato in fisica delle particelle elementari presso l'università di Stanford sotto la guida di Sidney Drell.
Ha lavorato nel settore dell'astrofisica delle particelle e nella teoria quantistica dei campi, in particolare nei campi della cromodinamica quantistica. Più recentemente ha anche affrontato la teoria dei sistemi complessi di cui ha scritto nel suo ultimo libro Sogno della ragione. 
Nel 1982 è stato insignito del premio dell'"American Institute of physics" per il suo libro Il codice cosmico. 
Pagels morì durante il suo soggiorno presso il centro di fisica di Aspen in una gita domenicale con i suoi studenti laureati 
in un'escursione alpinistica in Colorado sul Pyramid Peak.  È stato sposato dal 1969 con la teologa Elaine Pagels.

## Opere

### Articoli
- Collective model of the hadrons. In: Physical Review D. Band 14, 1976, S. 2747.
- Nonperturbative approach to QCD. In: Physical Review D. Band 15, 1977, S. 2991.
- Quantumchromodynamics. In: Physics Reports. Band 36, 1978, S. 137–276 (in collaborazione con William J. Marciano).
- Vacuum of the quantum Yang Mills theory and magnetostatics. In: Nuclear Physics B. Band 143, 1978, S. 485 (in collaborazione con  E. Terry Tomboulis).
- Dynamical chiral symmetry breaking in QCD. In: Physical Review D. Band 19, 1979, S. 3080.
- Models of dynamically broken gauge theories. In: Physical Review D. Band 21, 1980, S. 2336.
- Complexity as Thermodynamic Depth. In: Annals of Physics. Band 188, 1988, S. 186–213. (in collaborazione con Seth Lloyd).

### Libri
- Cosmic code. Quantenphysik als Sprache der Natur (in it. Il codice cosmico). Ullstein, Frankfurt am Main 1983
- Die Zeit vor der Zeit. Das Universum bis zum Urknall (in it. La perfetta simmetria). Ullstein, Berlin 1987
- The Dreams of Reason. The Computer and the Rise of the Sciences of Complexity. Bantam Books, New York 1989